# Instabilità di Kelvin-Helmholtz
L’instabilità di Kelvin – Helmholtz è un tipo di instabilità fluidodinamica che si presenta quando i diversi strati di un fluido sono in moto relativo gli uni rispetto agli altri. Fu scoperta e studiata da  Lord Kelvin e da  Helmholtz, e successivamente anche da  Rayleigh.
L'esempio più semplice che si può concepire, in due dimensioni, è quello di due fluidi ideali con interfaccia piana e differenza di velocità uniforme. Se l'interfaccia che separa le due regioni subisce una piccola perturbazione, particelle di fluido che erano a riposo (cioè con velocità nulla) si vengono a trovare nella regione dove regna una velocità finita (e viceversa). Questo scompenso crea un'instabilità: l'ampiezza della perturbazione diventa sempre più ampia e le particelle delle due diverse regioni si mescolano tra loro, formando dei vortici e facendo perdere definitivamente la configurazione che era presente all'inizio. Una configurazione come quella appena descritta, in questo caso semplice, è sempre instabile, per quanto piccola possa essere la perturbazione iniziale.
L'instabilità di Kelvin – Helmholtz si manifesta anche lungo le interfacce dei fluidi ascendenti e discendenti nell'instabilità di Rayleigh-Taylor.
Situazioni più complesse e realistiche sono anch'esse soggette all'instabilità di Kelvin – Helmholtz, e possono essere studiate: si può prendere in considerazione l'effetto della viscosità del fluido, di una densità non omogenea, della tensione superficiale, della gravità, di un campo magnetico, ecc.